# Равна Гора (Варненська область)
Ра́вна Гора́ (болг. Равна гора) — село у Варненській області Болгарії. Входить до складу общини Аврен.

## Населення
За даними перепису населення 2011 року у селі проживали 168 осіб.
Національний склад населення села:
| Національність   | Кількість осіб | Відсоток |
| ---------------- | -------------- | -------- |
| болгари          | 103            | 77,4%    |
| цигани           | 21             | 15,8%    |
| турки            | 9              | 6,8%     |
| інша             | 0              | 0%       |
| не визначились   | 0              | 0%       |
| Всього відповіли | 133            |          |

Розподіл населення за віком у 2011 році:
Динаміка населення: